# David Graf
Paul David Graf (16. dubna 1950 Zanesville, Ohio – 7. dubna 2001) byl americký herec, známý zejména svou rolí Eugena Tackleberryho v Policejní akademii.

## Mládí a vzdělání
Narodil se v Zanesville, později se přestěhoval do Lancasteru v Ohiu, kde vystudoval Lancaster High School. V roce 1972 studoval divadlo na Otterbein College ve Westerville na předměstí Columbusu. V roce 1975 absolvoval postgraduální studium na Ohijské státní univerzitě a poté se věnoval herecké kariéře.

## Herecká kariéra
Poprvé se objevil na televizní obrazovce roku 1979 jako soutěžící na game show The $20,000 Pyramid, kde se seznámil s herečkou Patty Duke. Pak hrál malé role v populárních televizních pořadech včetně M*A*S*H, Dukes of Hazzard, Airwolf, Hardcastle a McCormick A-Team.
Ve filmu se poprvé objevil v roce 1981, kdy hrál Gergleyho v dramatu Čtyři přátelé. V roce 1984 získal roli, která ho proslavila – jednalo se o postavu zbraněmi posedlého kadeta (později seržanta) Eugena Tackleberryho v komedii Policejní akademie, přičemž ji ztvárnil i ve všech šesti pokračováních a stal se jednou z nejznámějších tváří série. V roce 1986 získal roli radního Harlana Nashe v sitcomu He's the Mayor. V roce 1992 se objevil v epizodě seriálu Show Jerryho Seinfelda.
Jeho hra na saxofon v několika dílech Policejní akademie není předstíraná, skutečně na tento nástroj uměl hrát.

## Osobní život
V roce 1983 se oženil s Kathryn Grafovou, s níž měl dva syny.

## Smrt
Graf zemřel předčasně na srdeční infarkt 7. dubna 2001 během rodinné svatby ve Phoenixu, devět dní před svými 51. narozeninami. Jeho otec i děd zemřeli ve stejném věku ze stejné příčiny.
Na pohřeb mu mezi jinými přišla řada hereckých kolegů z Policejní akademie. Je pohřben na lesním hřbitově Rose v domovském Lancasteru v Ohiu.

## Filmografie
- Čtyři přátelé (1981) – Gergley
- Policejní akademie (1984) – Tackleberry
- Irreconcilable Differences (1984) – Bink
- Policejní akademie 2: První nasazení (1985) – Tackleberry
- Policejní akademie 3: Znovu ve výcviku (1986) – Tackleberry
- Policejní akademie 4: Občanská patrola (1987) – Tackleberry
- Láska v sázce (1987) – Nathaniel
- Policejní akademie 5: Nasazení v Miami Beach (1988) – Tackleberry
- Policejní akademie 6: Město v obležení (1989) – Tackleberry
- Americký kickboxer II  (1993) – Howard
- Stehy na duši  (1993) – Weismann
- Hlídat Tess (1994) – Lee Danielson
- Policejní akademie 7: Moskevská mise (1994) – Tackleberry
- Bradyovi (1995) – Sam Franklin
- Občanka Ruth (1996) – soudce Richter
- Krvavá volba (2000) – ARG velitel
- The Cactus Kid (2000) – Charles